# Raffaele Monaco La Valletta
Raffaele kardinál Monaco La Valletta (23. února 1827, Aquila – 14. července 1896, Agerola) byl italský katolický kněz, biskup a kardinál. 

## Stručný životopis
Cítil se přitahován ke kněžství, a proto v roce 1844 vstoupil do Papežské akademie šlechtickch duchovních, přičemž studoval na Gregorianě i na Sapienze. Kněžské svěcení přijal dne 22. září 1849 ve věku pouhých 22 let. Věnoval se kuriální kariéře, pracoval na textu Syllabu omylů.

### Kardinálem
Papež Pius IX. jej v konzistoři dne 13. března 1868 kreoval kardinálem-knězem titulu Santa Croce in Gerusalemme. Roku 1889 se stal děkanem kardinálského kolegia, a proto optoval pro suburbikální diecézi Ostie-Velletri. BYl také hlavním penitenciářem, prefektem ceremoniální kongregace, sekretářem (tedy vedoucím představitelem) inkviziční kongregace a arciknězem lateránské baziliky.

### Vztah k Bartolu Longovi a Pompejím
Byl velkým přítelem Bartola Longa a uctíval Panny Marii pompejskou. Byl proto dne 28. března 1890 jmenován prvním protektorem pompejské svatyně. V roce 1894 byl jmenován také papežským vikářem pro tuto svatyni. 